# Азиз Аль-Азмех
Азиз Аль-Азмех (араб. عزيز العظمة‎, род. 24 июля 1947, Дамаск, Сирия) — сирийский историк, профессор кафедры истории Венского Центрально-Европейского университета. Одной из его работ является «Ислам и современность». В мае 1993 года получил Республиканский орден «За заслуги» за заслуги перед арабской культурой от бывшего президента Туниса Зина эль-Абидина Бен Али.

## Биография
Родился 24 июля 1947 года в Дамаске в семье сирийских туркмен. Получил степень доктора философии в области востоковедения в колледже Святого Антония в Оксфорде (под руководством Альберта Хурани), ранее обучаясь в Тюбингенском и Пенсильванском университетах.
Преподавал на курсах бакалавриата и магистратуры (хотя в последнее время сосредоточился на преподавании и исследованиях в аспирантуре) по всему тематическому диапазону арабских и исламских исторических исследований, средневековых и современных, в Центрально-Европейском университете, Американском университете Бейрута, Йельском, Колумбийском, Эксетерском, Корнеллском, Оксфордском и Калифорнийском университете в Беркли, Джорджтаунском университете, а с недавнего времени и в Институте изучения мусульманских цивилизаций Университета Ага Хана.
Был членом редколлегий нескольких академических журналов, включая «Medieval History Journal» и «Journal of Arab and Islamic Studies». Кроме того, принимал участие на различных международных конференциях, беседах, семинарах, лекциях и симпозиумах.
Его книга «Ислам и современность» была выпущена 17 октября 1996 года. В книге исследуется история взаимодействия ислама и Европы, анализируются мифы об этих взаимодействиях, созданные ориенталистскими и исламистскими точками зрения. Новая версия была выпущена 7 августа 2009 года, также изучая «дискурс вокруг исламизма и иррационализма после 11 сентября». The Guardian написала, что книга «Ислам и современность» поднимает неотложные вопросы, которые являются центральными для проблем современного мира. New Statesman называла Азиза Аль-Азме самым оригинальным мыслителем на эти темы в Великобритании сегодня.
В 2002 году стал профессором Центрально-Европейского университета в Будапеште. В 2010 году был приглашенным научным сотрудником в университете в Школе истории и междисциплинарных исторических исследований.

## Награды
- 1993: Республиканский орден «За заслуги» за заслуги перед арабской культурой был вручен бывшим президентом Туниса Зином эль-Абидином Бен Али в мае[3].
- 2005: В Центрально-европейском университете в Будапеште прошла международная конференция, посвященная десятилетию публикации книги «Ислам и современность». Труды, представленные доклады и стенограммы дискуссий готовятся к публикации.